# Suzanne de Goede
Pour les articles homonymes, voir Goede.
Suzanne de Goede, née le 16 avril 1984 à Zoeterwoude, est une coureuse cycliste néerlandaise professionnelle à la retraite.

## Biographie
Championne du monde et des Pays-Bas dans la catégorie junior en 2002, Suzanne de Goede passe professionnelle en 2003 dans l'équipe Farm Frites - Hartol Cycling Team. Elle remporte le championnat des Pays-Bas dès cette année. En 2005, elle remporte la manche de coupe du monde disputée en Nouvelle-Zélande.
En 2007, elle rejoint l'équipe T-Mobile, puis Nürnberger Versicherung en 2008 et 2009. En 2010, elle est membre de l'équipe Nederland Bloeit puis Skil Koga de 2011 à 2012.

## Palmarès
- 2002
  -  Championne des Pays-Bas junior sur route
  -  Championne du monde junior sur route
- 2003
  -  Championne des Pays-Bas sur route
  - 3e étape du Holland Ladies Tour (contre-la-montre par équipes)
- 2005
  -  Championne des Pays-Bas du contre-la-montre
  - Coupe du monde de Nouvelle-Zélande
  - 1re et 2e étapes du Damesronde van Drenthe
  - Damesronde van Drenthe
  - Ronde van Gelderland
  - 1reb étape du Tour de Toscane
- 2006
  - Circuit Het Volk féminin
  - 3ea étape du Tour de Toscane
  - 3e du championnat des Pays-Bas sur route
  - 3e de L'Heure D'Or Féminine
  - 3e du Grand Prix international de Dottignies
  - 3e de la Holland Hills Classic
- 2007
  - Omloop Door Middag-Humsterland
  - 3e du championnat des Pays-Bas sur route
- 2008
  - 2e de la Coupe du monde de cyclisme sur route féminine 
  - 1re étape du Tour de Nouvelle-Zélande
  - 4e étape du Tour du Grand Montréal
  - Sparkassen Giro
  - 2e du Tour du Grand Montréal
  - 2e du Trofeo Alfredo Binda-Comune di Cittiglio
  - 3e de l'Open de Suède Vårgårda
  - 3e du Grand Prix de Plouay
- 2009
  - Circuit Het Nieuwsblad féminin
  - 2e étape du Ster Zeeuwsche Eilanden
  - 2e Tour de Bochum
  - 5e du Tour de Nuremberg (Cdm)
  - 7e du Trofeo Alfredo Binda-Comune di Cittiglio (Cdm)
- 2010
  - 3e de Dwars door de Westhoek
- 2011
  - Damesronde van Drenthe
- 2012
  - Ronde van Gelderland

## Classement UCI
| Année          | 2003 | 2004 | 2005 | 2006 | 2007 | 2008 | 2009 | 2010 | 2011 | 2012 |
| Classement UCI | 72e  | 148e | 12e  | 21e  | 35e  | 10e  | 27e  | 141e | 115e | 125e |

## Distinctions
- Cycliste néerlandaise de l'année : 2002 et 2005